# Джеймисон, Кей Редфилд
Кей Редфилд Джеймисон (англ. Kay Redfield Jamison; род. 22 июня 1946) — американский клинический психолог и писательница. Основная область научных интересов — биполярное расстройство. Занимает должность профессора психиатрии на медицинском факультете университета Джонса Хопкинса, является почётным профессором английского языка в университете Сент-Эндрюс (Шотландия).

## Ранние годы
Родилась в семье Маршалла Джеймисона (1916—2012), офицера ВВС, и его жены Мэри Делл Джеймисон (1916—2007). Отец и многие родственники с отцовской стороны страдали биполярным расстройством.
Поскольку её отец был военным, детство Джеймисон прошло в разных местах, в том числе во Флориде, в Пуэрто-Рико, в Калифорнии и Вашингтоне. У неё есть старшие брат и сестра, которые на три года и полгода старше соответственно. Интерес к науке и медицине проявился в молодом возрасте, родители этот интерес активно поддерживали. Первый практический опыт Джемисон получила, работая в качестве сиделки в госпитале на базе ВВС «Эндрюс». Кроме того, проходила интернатуру в госпитале Св. Елизаветы в Вашингтоне.

## Образование и карьера
Изучала клиническую психологию в университете Калифорнии в Лос-Анджелесе в конце 1960-х годов; в 1971 году получила степени бакалавра и магистра. В дальнейшем там же получила степень доктора философии (1975) и была оставлена преподавателем. Стала основателем клиники аффективных расстройств при университете — крупного научно-исследовательского центра амбулаторного лечения. В течение творческого отпуска изучала зоологию и нейрофизиологию в университете Сент-Эндрюс в Шотландии.
После нескольких лет работы профессором в Калифорнийском университете перешла на штатную должность профессора психиатрии в университете Джонса Хопкинса. Не оставляя основной работы, читала лекции и в других ведущих университетах, таких как Гарвардский университет в 2002 году и Оксфордский университет в 2003 году. Была почётным Президентом и членом Совета директоров канадской психологической Ассоциации от 2009—2010.
На протяжении своей научной карьеры Джеймисон получила множество отличий и опубликовала более ста научных статей. Была включена в список «лучших врачей США» и получила звание «герой медицины» по версии журнала Time. Была выбрана в качестве одного из пяти персонажей сериала «Великие умы медицины». В мае 2011 главная семинария епископальной церкви в Нью Йорке присвоила Джеймисон степень почётного доктора богословия.

## Научный вклад
Книга Джеймисон «Маниакально-депрессивный психоз» (Manic-Depressive Illness, 1990), написанная в соавторстве с психиатром Фредериком К. Гудвином, является классическим учебником по биполярным расстройствам.
В автобиографической книге «Беспокойный ум» (An Unquiet Mind, 1995) Джеймисон описывает собственный опыт жизни с тяжёлой формой мании и депрессии. В книге, озаглавленной «Ночь наступает быстро: понимание самоубийства», автор рассматривает исторические, религиозные и культурные аспекты суицида, а также связь этого явления с психическими расстройствами. В книге «Всё изменилось» (Nothing Was the Same: A Memoir, 2009) Джеймисон описывает свои отношения со вторым мужем, психиатром Ричардом Уайтом, который возглавлял отделение нейропсихиатрии Национального института психического здоровья, вплоть до своей смерти в 2002 году.
В своём исследовании, озаглавленном «Страстность: любовь к жизни» (Exuberance: The Passion for Life), Джеймисон утверждает, что 15 процентов людей, формально попадающих под диагноз маниакально-депрессивного психоза, могут никогда не испытывать депрессии; просто они постоянно испытывают возбуждение от самого жизненного процесса. В качестве примера Джеймисон приводит президента Теодора Рузвельта.
Книга «Соприкасаясь с огнём: маниакально-депрессивный психоз и художественный темперамент» (Touched with Fire: Manic-Depressive Illness and the Artistic Temperament) посвящена исследованию того, как биполярное расстройство влияет на творчество и социальную успешность. В качестве примера Джеймисон приводит лорда Байрона и его родственников.
Книга «Беспокойный ум: биография настроений и безумия» (An Unquiet Mind: A Memoir of Moods and Madness) написана как пособие для врачей, чтобы дать последним представление о том, как те или иные способы лечения выглядят со стороны пациента. По мнению Д. У. Бойда, доцента кафедры психиатрии в университете Тафтса, «Книга Джеймисон отдаёт долг лечившим её психиатрам; она иллюстрирует важность доверительных отношений врача и пациента».
Не все мнения Джеймисон были научно обоснованы. Например, в интервью 2005 года в шоу Ларри Кинга в прямом эфире она высказала мнение о якобы бесспорной генетической природе биполярного расстройства, в то время как данных для такого утверждения было недостаточно. На конференции в Нью-Йорке в 2000 год Джеймисон говорила о 100 % генетическом соответствии биполярного расстройства, не подкрепив свои слова никакими доказательствами.

## История болезни
Джеймисон признавала «неукротимость» своего характера, и хотя ей часто не хватало тишины и спокойствия, монотонности и скуке она предпочитала «бурную активность в сочетании с железной дисциплиной».
Первые проявления биполярного расстройства начались в подростковом возрасте после переезда в Калифорнию. Приступы продолжались и во время учёбы в колледже в Лос-Анджелесе, куда Джеймисон поступила, намереваясь стать врачом. Поскольку маниакальные эпизоды не прекращались, она поняла, что не сможет выдержать строгой дисциплины, необходимой для учёбы в медицинском колледже. Джеймисон решила переключиться на психологию, где её особенно заинтересовал вопрос непостоянства настроения. Несмотря на специальное образование, Джеймисон осознала наличие биполярного расстройства, лишь начав работать преподавателем психологии в Калифорнийском университете. После этого ей был прописан литий, стандартное средство для купирования перепадов настроения. Временами она хотела прекратить лечение, поскольку литий отрицательно влиял на её моторику, однако отказалась от своего намерения после острого приступа депрессии, во время которого она совершила попытку суицида путём передозировки лития.
Свои околосмертные переживания Джеймисон позднее описала в книге, добавив, что «психическое заболевание может вызвать религиозные откровения и видения». Джемисон является последователем Епископальной церкви.

## Личная жизнь
Первым мужем Джеймисон был художник Ален Моро, за которого она вышла в студенческие годы. Второй муж — психиатр Ричард Уайт. Брак продолжался с 1994 года до смерти Уайта в 2002 году. В 2010 году вышла замуж за кардиолога Томаса Трэйла.